# 崔致煥
崔 致煥（チェ・チファン、朝鮮語: 최치환、1922年10月22日または1923年10月22日 - 1987年5月27日）は、大韓民国の政治家、言論人、実業家。第5・6・7・10・12代韓国国会議員。本貫は全州崔氏。号は錦巌（クマム、금암/錦巖）。
元国会議員の金武星（金龍周の息子）は娘婿。

## 経歴
日本統治時代の慶尚南道の南海郡に生まれた。1943年に満洲国陸軍軍官学校を卒業し、1950年から内務省治安局保安課長・警務課長、民防空本部防空局長を務めた。1954年にミシガン州立大学行政科卒業。慶南、全北、忠北、ソウル特別市警察局長を経て、1958年に李承晩大統領の秘書官を務めた。
1960年7月29日に実施された第5代総選挙に無所属で立候補して当選し、任期中は反民主行為者公民権制限法違反により議員資格を喪失したが、その後も4期当選した。また、公報室長、朝鮮日報理事・相談役、国会朴漢相議員および崔英喆記者テロ事件真相調査特別委員会委員長・建設委員会委員長、列国議会同盟韓国代表、APU政治分科委員長、民主共和党党務委員・慶南第14地区党委員長・院内副総務、大韓サッカー協会会長、速記協会会長、京郷新聞社長、国際新聞編集者協会会員、新聞協会副会長、新聞研究所理事、韓国在郷警友会会長を歴任した。また、国会建設分科委員長在任当時は様々な反対を押し切り、南海大橋の建設事業を推進したにもかかわらず、1971年の第8代総選挙では民主共和党の公認をもらわなかった。
1987年5月27日、持病によりソウル大病院で64歳で死去した。